# Jeux de l'Arafura 2007
La huitième édition des Jeux de l'Arafura s'est tenue du 12 au 19 mai 2007 à Darwin.

## Tableau des médailles
| Rang | Nations        | Médaille d'or | Médaille d'argent | Médaille de bronze | Total |
| ---- | -------------- | ------------- | ----------------- | ------------------ | ----- |
| 1er  | Singapour      | 16            | 6                 | 10                 | 32    |
| 2e   | Malaisie       | 13            | 13                | 7                  | 33    |
| 3e   | Chinese Taipei | 6             | 2                 | 0                  | 8     |
|      | Total          | 173           | 157               | 127                | 457   |